# Alsószentiván
Alsószentiván is een plaats (község) en gemeente in het Hongaarse comitaat Fejér. Alsószentiván telt 682 inwoners (2001).